# Мейсон, Лоуэлл
Лоуэлл Мейсон (англ. Lowell Mason; 8 января 1792, Медфилд, Массачусетс — 11 августа 1872, Ориндж, Нью-Джерси) — американский композитор и музыкальный педагог, считается значительным реформатором церковной и школьной музыки.

## Биография
Уже в возрасте 16 лет Мейсон руководил церковным хором, а в 18 лет оркестром своего родного города. В 1815 году он стал органистом и руководителем хора в пресвитерианской церкви в Саванне. В 1827 году обосновался в Бостоне, сотрудничал как композитор и хормейстер с Обществом Генделя и Гайдна. Вместе с Джорджем Уэббом он основал в 1832 году Бостонскую консерваторию, преподавание в которой велось по принципам Песталоцци.

## Творчество
Мейсон сочинил и переработал более 1500 церковных гимнов, среди которых такие известные, как «Ближе, Господь, к Тебе», «My Faith Looks Up to Thee» и «From Greenland’s Icy Mountains». Его сын Генри Мейсон (1831—1890) основал одну из первых фирм по строительству органов и пианино в США, другой его сын Уильям Мейсон (1829—1908) был значительным пианистом и учителем игры на фортепьяно, его внук композитор Дэниел Грегори Мейсон (1873—1953).